# Norway (Michigan)
Norway è un comune degli Stati Uniti d'America, situato nello Stato del Michigan, nella contea di Dickinson.